# Southern Football League (Écosse)
La Southern Football League (appelée plus simplement Southern League) était à la fois le nom de la ligue correspondant aux clubs de football situés géographiquement dans le sud de l'Écosse ainsi que le nom du championnat qu'elle organisait. La ligue a organisé toutefois deux autres compétitions : la Summer Cup et la Southern League Cup.
Ce championnat s'est tenu pendant la Seconde Guerre mondiale alors que la Scottish Football League avait été suspendue. Il y a eu 6 éditions de 1940 à 1946. Les cinq premières éditions se déroulaient avec un championnat avec une seule division, alors que la dernière édition proposait un championnat à deux divisions, la 2e division ayant été créée à la suite de l'intégration des clubs provenant de la North Eastern League (en) qui avait arrêté en 1945.

## Membres

### De 1940 à 1945
- Airdrieonians
- Albion Rovers
- Celtic
- Clyde
- Dumbarton
- Falkirk
- Hamilton Academical
- Heart of Midlothian
- Hibernian
- Morton
- Motherwell
- Partick Thistle
- Queen's Park
- Rangers
- Saint Mirren
- Third Lanark

### Saison 1945-46

#### Division A
- Aberdeen
- Celtic
- Clyde
- Falkirk
- Hamilton Academical
- Heart of Midlothian
- Hibernian
- Kilmarnock
- Morton
- Motherwell
- Partick Thistle
- Queen of the South
- Queen's Park
- Rangers
- Saint Mirren
- Third Lanark

#### Division B
- Airdrieonians
- Albion Rovers
- Alloa Athletic
- Arbroath
- Ayr United
- Cowdenbeath
- Dumbarton
- Dundee
- Dundee United
- Dunfermline Athletic
- East Fife
- Raith Rovers
- Saint Johnstone
- Stenhousemuir

## Champions
Tous les titres de champion ont été remportés par les Rangers.
- 1940-41 : Rangers Football Club (vice-champion : Clyde)
- 1941-42 : Rangers Football Club (vice-champion : Hibernian)
- 1942-43 : Rangers Football Club (vice-champion : Morton)
- 1943-44 : Rangers Football Club (vice-champion : Celtic)
- 1944-45 : Rangers Football Club (vice-champion : Celtic)
- 1945-46 : 
  - Champion de Division A : Rangers Football Club (vice-champion : Hibernian)
  - Champion de Division B : Dundee (vice-champion : East Fife)